# 江鶴 (航空機)
江鶴（チャンハウ、Chiang Ho）は、中華民国海軍の水上偵察機。本項では派生型である江鴻（チャンフン）についても述べる。

## 概要
1931年、中華民国海軍航空工廠は小型の水上偵察機として江鶴を設計・製作した。この機体は木製羽布張り双フロートの複座複葉機で、水上偵察機として用いるほかに、副操縦装置を搭載することによって練習機として使用することも可能だった。また、陸上機型も製作された。
江鶴に続いて、改造型の江鴻も製作された。こちらは複座の水上練習機として、もしくは3座の水上連絡機として運用された。その後に製作された水上偵察機寧海の開発にも、両機の開発の際に得られた経験が生かされた。

## 諸元（江鶴）
出典：『中国的天空 上』 146頁。
- 全長：8.2 m
- 全幅：9.8 m
- 全備重量：1,116 kg
- エンジン：ライト（英語版） ホワールウィンド（英語版） 空冷星型5気筒（出力：165 hp） × 1
- 最大速度：190 km/h
- 航続距離：1,260 km
- 乗員：2名